# 直行寺 (宇治市)
直行寺（じきぎょうじ）は、京都府宇治市宇治にある日蓮宗の寺院。山号は宝乗山。7月の土用の丑の日には、ほうろく灸封じ祈祷を行っている。旧本山は大本山妙顕寺(四条門流)、莚師法縁(隆源会)。

## 歴史
もとは立正大師日蓮の南都遊学途上、宇治に立ち寄り当地の茶司金地久弘を教化した旧跡。永仁4年（1296年）日像がその茶司金地久弘の邸跡に直行寺の起源となる草庵直行庵を建て布教の拠点とした。大覚妙実（2世）が後醍醐天皇から現在の寺号を賜った。

## 参考資料
- 日蓮宗寺院大鑑編集委員会『宗祖第七百遠忌記念出版 日蓮宗寺院大鑑』大本山池上本門寺 (1981年)